# Mimosa borealis
Mimosa borealis är en ärtväxtart som beskrevs av Asa Gray. Mimosa borealis ingår i släktet mimosor, och familjen ärtväxter. Inga underarter finns listade i Catalogue of Life.